# Ълстър (окръг, Ню Йорк)
Окръг Ълстър (на английски: Ulster County) е окръг в щата Ню Йорк, Съединени американски щати. Площта му е 3007 km², а населението - 179 417 души (2017). Административен център е град Кингстън.